# Challenge européen 2005-2006
Navigation
Édition précédente Édition suivante
Le Challenge européen est une compétition européenne annuelle de rugby à XV.
Le Challenge européen 2005-2006 réunit des clubs Écossais, Irlandais, Italiens, Anglais, Roumains et Français.
Les premiers de chaque poule et les 3 meilleurs 2e sont qualifiés pour les 1/4 de finale.

## Matchs de Poules

### Poules 1
|                               | MJ | V | N | D | PP  | PC  | Pts |
| ----------------------------- | -- | - | - | - | --- | --- | --- |
| Northampton Saints Angleterre | 6  | 5 | 0 | 1 | 194 | 96  | 25  |
| RC Narbonne France            | 6  | 4 | 0 | 2 | 125 | 113 | 18  |
| Bristol Rugby Angleterre      | 6  | 3 | 0 | 3 | 203 | 150 | 16  |
| Rugby Viadana Italie          | 6  | 0 | 0 | 6 | 81  | 244 | 1   |

1re journée : 21 au 23 octobre 2005
| France     | RC Narbonne        | 20 - 13 | Bristol Rugby | Angleterre |
| Angleterre | Northampton Saints | 47 - 25 | Rugby Viadana | Italie     |

2e journée : 28 au 30 octobre 2005
| Italie     | Rugby Viadana | 14 - 20 | RC Narbonne        | France     |
| Angleterre | Bristol Rugby | 36 - 28 | Northampton Saints | Angleterre |

3e journée : 9 et 10 décembre 2005
| Italie     | Rugby Viadana      | 23 - 39 | Bristol Rugby | Angleterre |
| Angleterre | Northampton Saints | 32 - 20 | RC Narbonne   | France     |

4e journée : 16 au 18 décembre 2005
| Angleterre | Bristol Rugby | 89 - 5 | Rugby Viadana      | Italie     |
| France     | RC Narbonne   | 7 - 22 | Northampton Saints | Angleterre |

5e journée : 13 au 15 janvier 2006
| Angleterre | Northampton Saints | 45 - 8  | Bristol Rugby | Angleterre |
| France     | RC Narbonne        | 29 - 14 | Rugby Viadana | Italie     |

6e journée : 20 au 22 janvier 2006
| Italie     | Rugby Viadana | 0 - 20 (forfait) | Northampton Saints | Angleterre |
| Angleterre | Bristol Rugby | 18 - 29          | RC Narbonne        | France     |

### Poules 2
|                         | MJ | V | N | D | PP  | PC  | Pts |
| ----------------------- | -- | - | - | - | --- | --- | --- |
| London Irish Angleterre | 6  | 6 | 0 | 0 | 239 | 81  | 27  |
| SU Agen France          | 6  | 3 | 0 | 3 | 160 | 143 | 14  |
| Section paloise France  | 6  | 2 | 0 | 4 | 107 | 153 | 11  |
| Rugby Parma Italie      | 6  | 1 | 0 | 5 | 74  | 206 | 4   |

1re journée : 21 au 23 octobre 2005
| Italie | Rugby Parma     | 23 - 50 | SU Agen      | France     |
| France | Section paloise | 13 - 20 | London Irish | Angleterre |

2e journée : 28 au 30 octobre 2005
| Angleterre | London Irish | 64 - 0 | Rugby Parma     | Italie |
| France     | SU Agen      | 23 - 6 | Section paloise | France |

3e journée : 9 et 10 décembre 2005
| Angleterre | London Irish    | 29 - 21 | SU Agen     | France |
| France     | Section paloise | 29 - 3  | Rugby Parma | Italie |

4e journée : 16 au 18 décembre 2005
| Italie | Rugby Parma | 20 - 11 | Section paloise | France     |
| France | SU Agen     | 24 - 32 | London Irish    | Angleterre |

5e journée : 13 au 15 janvier 2006
| Italie | Rugby Parma     | 11 - 19 | London Irish | Angleterre |
| France | Section paloise | 36 - 12 | SU Agen      | France     |

6e journée : 20 au 22 janvier 2006
| Angleterre | London Irish | 75 - 12 | Section paloise | France |
| France     | SU Agen      | 33 - 17 | Rugby Parma     | Italie |

### Poules 3
|                             | MJ | V | N | D | PP  | PC  | Pts |
| --------------------------- | -- | - | - | - | --- | --- | --- |
| Gloucester Rugby Angleterre | 6  | 6 | 0 | 0 | 331 | 53  | 29  |
| Aviron bayonnais France     | 6  | 4 | 0 | 2 | 202 | 93  | 20  |
| Bucarest Rugby Roumanie     | 6  | 1 | 0 | 5 | 71  | 253 | 5   |
| RC Toulon France            | 6  | 1 | 0 | 5 | 64  | 269 | 5   |

1re journée : 21 au 23 octobre 2005
| Roumanie | Bucarest Rugby   | 16 - 20 | RC Toulon        | France     |
| France   | Aviron bayonnais | 10 - 26 | Gloucester Rugby | Angleterre |

2e journée : 28 au 30 octobre 2005
| Angleterre | Gloucester Rugby | 106 - 3 | Bucarest Rugby   | Roumanie |
| France     | RC Toulon        | 19 - 28 | Aviron bayonnais | France   |

3e journée : 9 et 10 décembre 2005
| Roumanie | Bucarest Rugby | 10 - 38 | Aviron bayonnais | France     |
| France   | RC Toulon      | 3 - 74  | Gloucester Rugby | Angleterre |

4e journée : 16 au 18 décembre 2005
| France     | Aviron bayonnais | 45 - 6 | Bucarest Rugby | Roumanie |
| Angleterre | Gloucester Rugby | 66 - 5 | RC Toulon      | France   |

5e journée : 13 au 15 janvier 2006
| France   | Aviron bayonnais | 62 - 0  | RC Toulon        | France     |
| Roumanie | Bucarest Rugby   | 13 - 27 | Gloucester Rugby | Angleterre |

6e journée : 20 au 22 janvier 2006
| France     | RC Toulon        | 17 - 23 | Bucarest Rugby   | Roumanie |
| Angleterre | Gloucester Rugby | 32 - 19 | Aviron bayonnais | France   |

### Poules 4
|                              | MJ | V | N | D | PP  | PC  | Pts |
| ---------------------------- | -- | - | - | - | --- | --- | --- |
| Newcastle Falcons Angleterre | 6  | 6 | 0 | 0 | 324 | 81  | 28  |
| CA Brive France              | 6  | 3 | 0 | 3 | 203 | 169 | 18  |
| Border Reivers Écosse        | 6  | 3 | 0 | 3 | 155 | 177 | 15  |
| L'Aquila Rugby Italie        | 6  | 0 | 0 | 6 | 103 | 358 | 1   |

1re journée : 21 au 23 octobre 2005
| Angleterre | Newcastle Falcons | 51 - 19 | CA Brive       | France |
| Italie     | L'Aquila Rugby    | 25 - 32 | Border Reivers | Écosse |

2e journée : 28 au 30 octobre 2005
| France | CA Brive       | 64 - 22 | L'Aquila Rugby    | Italie     |
| Écosse | Border Reivers | 11 - 26 | Newcastle Falcons | Angleterre |

3e journée : 9 et 10 décembre 2005
| Italie | L'Aquila Rugby | 0 - 86  | Newcastle Falcons | Angleterre |
| Écosse | Border Reivers | 25 - 22 | CA Brive          | France     |

4e journée : 16 au 18 décembre 2005
| France     | CA Brive          | 34 - 28 | Border Reivers | Écosse |
| Angleterre | Newcastle Falcons | 90 - 14 | L'Aquila Rugby | Italie |

5e journée : 13 au 15 janvier 2006
| Italie     | L'Aquila Rugby    | 19 - 47 | CA Brive       | France |
| Angleterre | Newcastle Falcons | 47 - 20 | Border Reivers | Écosse |

6e journée : 20 au 22 janvier 2006
| France | CA Brive       | 17 - 24 | Newcastle Falcons | Italie     |
| Écosse | Border Reivers | 39 - 23 | L'Aquila Rugby    | Angleterre |

### Poules 5
|                            | MJ | V | N | D | PP  | PC  | Pts |
| -------------------------- | -- | - | - | - | --- | --- | --- |
| Worcester Rugby Angleterre | 6  | 5 | 0 | 1 | 181 | 103 | 24  |
| Connacht Rugby Irlande     | 6  | 4 | 0 | 2 | 190 | 119 | 20  |
| Amatori Catania Italie     | 6  | 2 | 0 | 4 | 116 | 257 | 10  |
| Montpellier HRC France     | 6  | 1 | 0 | 5 | 170 | 178 | 8   |

1re journée : 21 au 23 octobre 2005
| Irlande    | Connacht Rugby  | 62 - 17 | Amatori Catania | Italie |
| Angleterre | Worcester Rugby | 36 - 18 | Montpellier HRC | France |

2e journée : 28 au 30 octobre 2005
| France | Montpellier HRC | 13 - 19 | Connacht Rugby  | Irlande    |
| Italie | Amatori Catania | 14 - 19 | Worcester Rugby | Angleterre |

3e journée : 9 et 10 décembre 2005
| France     | Montpellier HRC | 74 - 12 | Amatori Catania | Italie  |
| Angleterre | Worcester Rugby | 30 - 20 | Connacht Rugby  | Irlande |

4e journée : 16 au 18 décembre 2005
| Italie  | Amatori Catania | 37 - 34 | Montpellier HRC | France     |
| Irlande | Connacht Rugby  | 22 - 21 | Worcester Rugby | Angleterre |

5e journée : 13 au 15 janvier 2006
| Angleterre | Worcester Rugby | 44 - 8  | Amatori Catania | Italie |
| Irlande    | Connacht Rugby  | 43 - 10 | Montpellier HRC | France |

6e journée : 20 au 22 janvier 2006
| Italie | Amatori Catania | 28 - 24 | Connacht Rugby  | Irlande    |
| France | Montpellier HRC | 21 - 31 | Worcester Rugby | Angleterre |

## Phase finale
|  | Quarts de finale        | Quarts de finale       |                   |    | Demi-finales          | Demi-finales          |  |  | Finale                    | Finale                    |
|  | Quarts de finale        | Quarts de finale       |                   |    | Demi-finales          | Demi-finales          |  |  | Finale                    | Finale                    |
|  |                         |                        |                   |    |                       |                       |  |  |                           |                           |
|  | 1er avril - Gloucester  | 1er avril - Gloucester |                   |    | 22 avril - Gloucester | 22 avril - Gloucester |  |  | 21 mai - Twickenham Stoop | 21 mai - Twickenham Stoop |
|  | 1er avril - Gloucester  | 1er avril - Gloucester |                   |    | 22 avril - Gloucester | 22 avril - Gloucester |  |  | 21 mai - Twickenham Stoop | 21 mai - Twickenham Stoop |
|  | Gloucester Rugby        | 46                     |                   |    | 22 avril - Gloucester | 22 avril - Gloucester |  |  | 21 mai - Twickenham Stoop | 21 mai - Twickenham Stoop |
|  | Gloucester Rugby        | 46                     |                   |    | 22 avril - Gloucester | 22 avril - Gloucester |  |  | 21 mai - Twickenham Stoop | 21 mai - Twickenham Stoop |
|  | CA Brive                | 13                     |                   |    | 22 avril - Gloucester | 22 avril - Gloucester |  |  | 21 mai - Twickenham Stoop | 21 mai - Twickenham Stoop |
|  | CA Brive                | 13                     | Gloucester Rugby  | 31 |                       |                       |  |  | 21 mai - Twickenham Stoop | 21 mai - Twickenham Stoop |
|  | 1er avril - Northampton |                        | Gloucester Rugby  | 31 |                       |                       |  |  | 21 mai - Twickenham Stoop | 21 mai - Twickenham Stoop |
|  |                         | Worcester Warriors     | 23                |    |                       |                       |  |  | 21 mai - Twickenham Stoop | 21 mai - Twickenham Stoop |
|  | Northampton Saints      | Worcester Warriors     | 23                | 25 |                       |                       |  |  | 21 mai - Twickenham Stoop | 21 mai - Twickenham Stoop |
|  | Northampton Saints      |                        |                   | 25 |                       |                       |  |  | 21 mai - Twickenham Stoop | 21 mai - Twickenham Stoop |
|  | Worcester Warriors      | 34                     |                   |    |                       |                       |  |  | 21 mai - Twickenham Stoop | 21 mai - Twickenham Stoop |
|  | Worcester Warriors      | 34                     | Gloucester Rugby  | 34 |                       |                       |  |  |                           |                           |
|  | 31 mars - Newcastle     |                        | Gloucester Rugby  | 34 |                       |                       |  |  |                           |                           |
|  |                         | London Irish           | 31                |    |                       |                       |  |  |                           |                           |
|  | Newcastle Falcons       | London Irish           | 31                | 23 |                       |                       |  |  |                           |                           |
|  | Newcastle Falcons       | 23 avril - Newcastle   |                   | 23 |                       |                       |  |  |                           |                           |
|  | Connacht                | 3                      |                   |    |                       |                       |  |  |                           |                           |
|  | Connacht                | 3                      | Newcastle Falcons | 22 |                       |                       |  |  |                           |                           |
|  | 2 avril - Londres       |                        | Newcastle Falcons | 22 |                       |                       |  |  |                           |                           |
|  |                         | London Irish           | 27                |    |                       |                       |  |  |                           |                           |
|  | London Irish            | London Irish           | 27                | 48 |                       |                       |  |  |                           |                           |
|  | London Irish            |                        |                   | 48 |                       |                       |  |  |                           |                           |
|  | Aviron bayonnais        | 5                      |                   |    |                       |                       |  |  |                           |                           |
|  | Aviron bayonnais        | 5                      |                   |    |                       |                       |  |  |                           |                           |

### Finale
La finale du Challenge a lieu le 21 mai 2006 au Twickenham Stoop, à Londres. Elle voit Gloucester Rugby l'emporter après prolongations sur les London Irish sur le score de 36 à 34.
| Finale Samedi 21 mai 2006 | Gloucester Rugby | 36 - 34 (18 - 13) | London Irish | Twickenham Stoop, Londres Arbitre : Nigel Whitehouse |
| Finale Samedi 21 mai 2006 | Essai(s) : 4 Foster (11e), Hazell (27e), Simpson-Daniel (64e), Forrester (91e) Transformation(s) : 2 Lamb (11e), Mercier (36e) Pénalité(s) : 4 Lamb (15e, 33e), Mercier (51e, 59e) |                   | Essai(s) : 3 Armitage (30e), Paice (71e), Russell (78e) Transformation(s) : 2 Everitt (31e, 72e) Pénalité(s) : 4 Everitt (4e, 9e, 57e, 87e) Drop(s) : 1 Everitt (44e) Carton(s) jaune(s) : 1 Leguizamón (47e) | Twickenham Stoop, Londres Arbitre : Nigel Whitehouse |
| Finale Samedi 21 mai 2006 | |                   | | Twickenham Stoop, Londres Arbitre : Nigel Whitehouse |